# Comuna Frunzivka, Hlobîne
Frunzivka (în ucraineană Фрунзівка) este o comună în raionul Hlobîne, regiunea Poltava, Ucraina, formată din satele Frunzivka (reședința) și Sîrotenkî.

## Demografie
Componența lingvistică a comunei Frunzivka
     Ucraineană (95,95%)
     Rusă (2,61%)
     Alte limbi (0,68%)
Conform recensământului din 2001, majoritatea populației comunei Frunzivka era vorbitoare de ucraineană (95,95%), existând în minoritate și vorbitori de rusă (2,61%).